# Cracker
Cracker (aportuguesado como cráquer), ou ciberpirata, é o termo usado para designar o indivíduo com grande conhecimento de informática que pratica a quebra (ou cracking) de um sistema de segurança de forma ilegal (crime informático) ou a quebra sem ética. Este termo foi criado em 1985 por hackers em defesa contra o uso jornalístico pejorativo do termo "hacker", que reflete a forte revolta destes contra o roubo e o vandalismo praticados pelos crackers. O sentido pejorativo do hacker ainda persiste entre o público leigo.

## Etimologia
"Cracker' é um termo da língua inglesa que significa "aquele que quebra": no caso, adaptado para aquele que quebra os sistemas de segurança informáticos. São, em geral, muito confundidos com os hackers.

## Classificação
Tipos de Crackers:
1. Crackers de criptografia: termo usado para designar aqueles que se dedicam à quebra de criptografia (cracking codes). Tal procedimento pode ser executado tanto com lápis e papel bem como com uso de computadores: tudo depende da fonte do problema a ser solucionado.
2. Crackers de softwares: termo usado para designar programadores e decodificadores que fazem engenharia reversa de um determinado programa, ou seja, que alteram o conteúdo de um determinado programa pra fazê-lo funcionar de forma incorreta. Muitos crackers alteram datas de expiração de um determinado programa para fazê-lo funcionar por mais de 30 dias, ou seja, modificam o modo trial para utilizá-lo como se fosse uma cópia legítima, ou fazem um desvio interno na rotina de registro do programa para que ele passe a aceitar quaisquer seriais: tais softwares alterados são conhecidos como warez.
3. Desenvolvedores de vírus, worms, trojans e outros malwares: programadores que criam pequenos softwares que causam danos ao usuário.

## Definições
Crackers são confundidos com (ou também realizam uma atividade ilegal semelhnate à):
Pichadores digitais: agem principalmente com o objetivo de serem reconhecidos. Desejam tornar-se famosos no universo cyberpunk e, para tanto, alteram páginas da internet, num comportamento muito semelhante aos pichadores de muro, deixando sempre assinados seus pseudônimos. Alguns deixam mensagens de conteúdo político, o que não deve ser confundido com o ciberterrorismo. Um dos maiores e mais conhecidos grupos de pichadores digitais é o .Anonymous.
Revanchista: funcionário ou ex-funcionário de alguma empresa que, por qualquer motivo, resolve sabotá-la com objetivo claro de vingança. Geralmente, trabalharam no setor de informática da empresa, o que facilita enormemente seu trabalho, já que estão bem informados das vulnerabilidades do sistema.
Vândalos: agem pelo simples prazer de causar danos à vítima. Este dano pode consistir na simples queda do servidor (deixando a máquina momentaneamente desconectada da Internet) ou até mesmo a destruição total dos dados armazenados.
Espiões: agem para adquirirem informações confidenciais armazenados no computador da vítima. Os dados podem ter conteúdo comercial (uma fórmula de um produto químico, por exemplo), político (e-mails entre consulados) ou militar (programas militares).
Ciberterroristas: são terroristas digitais. Suas motivações são, em geral políticas, e suas armas são muitas, desde o furto de informações confidenciais até a queda do sistema telefônico local ou outras ações do gênero.
Ladrões: têm objetivos financeiros claros e, em regra, atacam bancos com a finalidade de desviar dinheiro para suas contas.
Estelionatários: também com objetivos financeiros, em geral, procuram adquirir números de cartões de créditos armazenados em grandes sites comerciais. Geralmente, utilizam uma técnica chamada "Phishing Scam", enviando, por e-mail, um programa que é executado por algum usuário, tendo, assim, acesso às suas informações.

## Cracking
O ato de quebrar a segurança de um sistema, muitas vezes, exige conhecimento e brilhantismo para explorar (exploitar) as vulnerabilidades conhecidas do sistema alvo. Entretanto, alguns, 'erroneamente' definidos como crackers, utilizam-se de soluções conhecidas para problemas recorrentes em sistemas vulneráveis, copiando assim ou explorando falhas descobertas por outros sem qualquer esforço.